# Daniel Moyano
Daniel Moyano (6 de outubro de 1930, Buenos Aires — 1 de julho de 1992, Espanha) é um escritor argentino do século XX. Passou a sua infância na cidade de Córdoba tendo depois ido morar para a província de La Rioja.
Publicou várias colectâneas de contos, como por exemplo Artistas y variedades (Assandoi, 1960), La Lombriz (Nueve 64 Editora, 1964), El fuego interrumpido (Sudamericana, 1967), Mi Música es para esta gente (Monte Ávila, 1970) e alguns romances como Una Luz Muy Lejana (Sudamericana, 1966), El vuelo del tigre (Legasa, 1981) ou El trino del diablo (Sudamericana, 1974)
Com o romance El Oscuro (Sudamericana, 1968) ganha o Prémio da "Revista Primera Plana".
Daniel Moyano foi detido pela ditadura militar argentina em 1976, tendo-se depois exilado em Madrid. Durante esse exílio reescreveu e publicou a supracitada obra El Vuelo del Tigre, cujos manuscritos tinha enterrado mesmo antes do seu exílio de modo a não serem detectados pelas autoridades ditatoriais. No romance "Libro de Navios y Borrascas" (Legasa, 1983), o autor relata a história do seu exílio.
A sua obra póstuma é uma colectânea de contos intitulada Un silencio de corchea (KRK ediciones, 1999), publicada no mesmo país onde faleceu, Espanha.